# Evžen Sokolovský
Pour les articles homonymes, voir Sokolovský.
Evžen Sokolovský, né le 8 août 1925 à Příbram et mort le 14 juin 1998 à Prague, est un metteur en scène de théâtre et de télévision tchèque.
Il a débuté comme metteur en scène de théâtre progressiste et est devenu l'un des créateurs de télévision les plus conformistes et favorables à la normalisation du régime. Il a travaillé comme professeur de théâtre à la JAMU de Brno, puis à la DAMU de Prague. Il y a formé de nombreux jeunes metteurs en scène.

## Biographie
Il étudie le théâtre au Conservatoire de Brno de 1943 à 1947. Il commence la mise en scène comme étudiant dans la compagnie de théâtre Křesadlo de Brno (1945-1947). En 1947, il est engagé par le Horácké divadlo Jihlava, d'où il part en 1954 pour le Théâtre S. K. Neumann de Prague. Il y travaille pendant deux ans. De 1956 à 1959, il œuvre au théâtre de Kladno. De 1959 à 1967, il est le metteur en scène du Théâtre Mahen au Théâtre d'État de Brno. À partir de 1961, il est également chef de la scène satirique du Satirické divadlo Večerní Brno (cs) (jusqu'en 1967). De 1967 à 1969, il est le directeur du Théâtre national de Prague, à partir de 1969, est engagé comme directeur du Divadlo E. F. Buriana, et à partir de 1976, est le directeur de la Télévision tchécoslovaque. 
Il est enterré dans le cimetière municipal de Příbram. 

## Mise en scène
- 1949 : Lope de Vega, Sedlák svým pánem, Horácké divadlo
- 1954 : Carlo Goldoni, Poprask na laguně, Divadlo S.K.Neumanna
- 1955 : William Shakespeare, Jak se vám líbí, Ledeburská zahrada (cs) (Divadlo S.K.Neumanna)
- 1965 : Jan Kopecký, Komedie o umučení a slavném vzkříšení Pána a Spasitele našeho Ježíše Krista, Mahenova činohra Národního divadla v Brně
- 1968 : Karel Čapek, Bílá nemoc (cs), Tylovo divadlo
- 1980 : Bratři Mrštíkové (cs), Maryša (cs), Národní divadlo
- 1984 : Bertolt Brecht, Matka Kuráž a její děti, Divadlo na Vinohradech

## Production télévisuelle
- 1971 : Hostinec U koťátek (série télévisée)
- 1975 : Nejmladší z rodu Hamrů (série télévisée)
- 1976 : Muž na radnici (série télévisée)
- 1978 : Zákony pohybu (série télévisée)
- 1979 : Inženýrská odysea (série télévisée)
- 1981 : Okres na severu (série télévisée)
- 1983 : Parcela 60, katastr Lukovice
- 1986 : Gottwald (série télévisée)
- 1988 : Chlapci a chlapi (série télévisée)

## Récompenses et distinctions
- 1983 : Zasloužilý umělec